# 1-й Род-Айлендский пехотный полк (1861)
1-й Род-Айлендский пехотный полк (англ. 1st Rhode Island Infantry (1st Rhode Island Detached Militia Infantry)) — представлял собой один из пехотных полков армии Союза во время Гражданской войны в США. Полк был сформирован в апреле 1861 года и принят на службу в федеральную армию сроком на 90 дней. Он участвовал в первом сражении при Булл-Ран и был расформирован 2 августа того же года. Этот полк не стоит путать с аналогичным Род-Айлендским полком, набранном в 1775 году.

## Формирование
Роты полка были сформированы в Провиденсе 17 апреля 1861 года, после чего отправлены в Вашингтон, куда прибыли в конце месяца. 2 мая 1861 года полк был принят на службу в армию США сроком на 90 дней. Его первым командиром стал полковник Эмброуз Бернсайд, подполковником Дж. Питман, майором - Джон Слокам.
В июне 1861 года полковник Бернсайд стал бригадным командиром, майор Слокам возглавил 2-й Род-Айлендский полк, и в итоге в июле полком командовал второй майор Бэлч. Полк числился в бригаде Бернсайда, в дивизии Хантера. В мае полк был размещён в укреплениях Вашингтона в лагере Кэмп-Спрег.

## Боевой путь
10 июня полк бы направлен в Харперс-Ферри, на усиление отряда генерала Паттерсона. В Гринкасле к полку присоединился Уильям Спрег, губернатор штата Род-Айленд. Полк прибыл к Уильямспорту, но к этому времени южане эвакуировали Харперс-Ферри, поэтому полку было приказано вернуться к Вашингтону: 20 июня полк снова был в лагере.